# Pasaporte malayo
El pasaporte malayo ( en malayo: Pasport Malaysia   ) es el pasaporte que emite el  Departamento de Inmigración de Malasia para los ciudadanos en todo el territorio de Malasia .
La principal legislación que rige la producción de pasaportes y documentos de viaje, registro de ingresos y salidas de Malasia, y asuntos relacionados, siendo regulados por la Ley de Pasaportes de 1966.
Los trámites de solicitudes y renovaciones de pasaportes en Malasia suelen ser rápidos, los nuevos pasaportes se emiten una hora después del pago para trámites normales. La introducción de quioscos de renovación de pasaportes (KiPPas) en las sucursales del Departamento de Inmigración de todo el país permite a los solicitantes de pasaportes solicitar y pagar sus pasaportes evitando atrasos burocráticos en las oficinas de trámites.

## Pasaporte biométrico

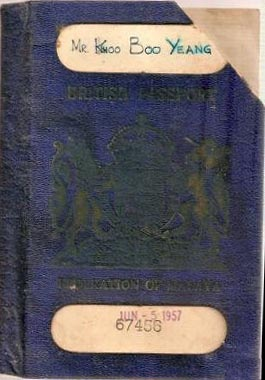
Pasaporte de la Federación Malaya en la era británica emitido en 1957

Malasia fue el primer país del mundo en emitir pasaportes biométricos en marzo de 1998, después de que una empresa local conocida como IRIS Corporation, desarrollará la tecnología. En diciembre de 2002, se agregaron los datos de las huellas digitales a los datos biométricos en el chip del pasaporte. Se utiliza una tecnología similar en la tarjeta de identidad de Malasia, MyKad .
Los datos biométricos incluidos en el pasaporte de Malasia son una fotografía digital del rostro del portador e imágenes de sus dos huellas dactilares. Los puntos de control de inmigración de Malasia fueron los únicos con la tecnología para leer y autenticar los datos del chip RFID utilizando un escáner de huellas dactilares y tecnología de reconocimiento facial, pero la adopción generalizada de la tecnología de pasaportes electrónicos en todo el mundo ha visto la tecnología instalada en aeropuertos internacionales de los EE. UU. como Reino Unido entre otros países.
Además de los datos biométricos y la información personal almacenada en la página de información, el chip también registra el historial de viaje del portador de las últimas diez entradas y salidas en los puntos de control fronterizo del país.
La preocupación por la posible "clonación" de los datos del chip del pasaporte con fines de robo de identidad llevó a IRIS a emitir un comunicado de prensa en 2006, afirmando que el chip y los datos nunca se habían clonado con éxito, y que las claves digitales almacenadas en cada chip hacen que dicha duplicación y falsificación sean imposibles. 
El 2 de febrero de 2010, Malasia comenzó a emitir pasaportes electrónicos compatibles con la OACI, con validez de dos a cinco años.   Su implementación comenzó en las oficinas de Klang Valley, Johor y Pahang para luego expandirse a nivel nacional entre marzo y mayo de 2010. Para las misiones extranjeras en el extranjero comenzó entre julio y agosto de 2010.

## Tipos de pasaportes de Malayos
En idioma malayo, el nombre del pasaporte era ' Paspot Malaysia', pero este se cambió a ' Pasport Malaysia ' a partir de la década de 1980.

### Pasaporte internacional regular

Pasaporte biométrico regular internacional no OACI emitido de 1998 a 2010

El pasaporte internacional regular ( malayo : pasport antarabangsa ) es el pasaporte ordinario emitido a los ciudadanos de Malasia para viajes internacionales.
El pasaporte internacional regular incorporó características biométricas desde 1998. Este pasaporte contiene un microchip de 8 kB desarrollado por la empresa malaya IRIS Corporation. En febrero de 2010, el pasaporte se actualizó cumpliendo con el estándar de la OACI sobre pasaportes biométricos y de lectura mecánica, mientras que las páginas de un pasaporte de 32 páginas se aumentaron a 48 páginas. A partir de abril de 2013, el pasaporte se vuelve a actualizar con la adición de una lámina de policarbonato, la cual contenía información del titular del pasaporte. Esta información estaba grabada con láser en la hoja de policarbonato para mayor seguridad, incluida una minifoto holográfica del portador del pasaporte. Así, el documento pasaba de tener 50 páginas en lugar de 48 páginas. Sin embargo para el año 2000 se volvió a hacer una extensión del mismo a  64 páginas. El 15 de noviembre de 2017 se lanzó un rediseño de las páginas interiores del pasaporte junto con nuevas características de seguridad.
El pasaporte electrónico de la OACI de 50 páginas válido por cinco años cuesta RM200. Para las personas mayores, los niños menores de 12 años, los peregrinos musulmanes del Hajj con destino a Arabia Saudita y los estudiantes menores de 21 años con prueba de estudiar en el extranjero pagarían mitad del precio normal. A las personas con algún tipo de discapacidad se les brinda el derecho a que se les expida el pasaporte de forma gratuita.
Anteriormente, el pasaporte electrónico de la OACI de 50 páginas válido por dos años estaba disponible por RM100. El 15 de enero de 2015, la opción de pasaporte de dos años se eliminó y con ello trajo una reducción en el precio del mismo pasando a valer RM300 a RM200 válido por cinco años.

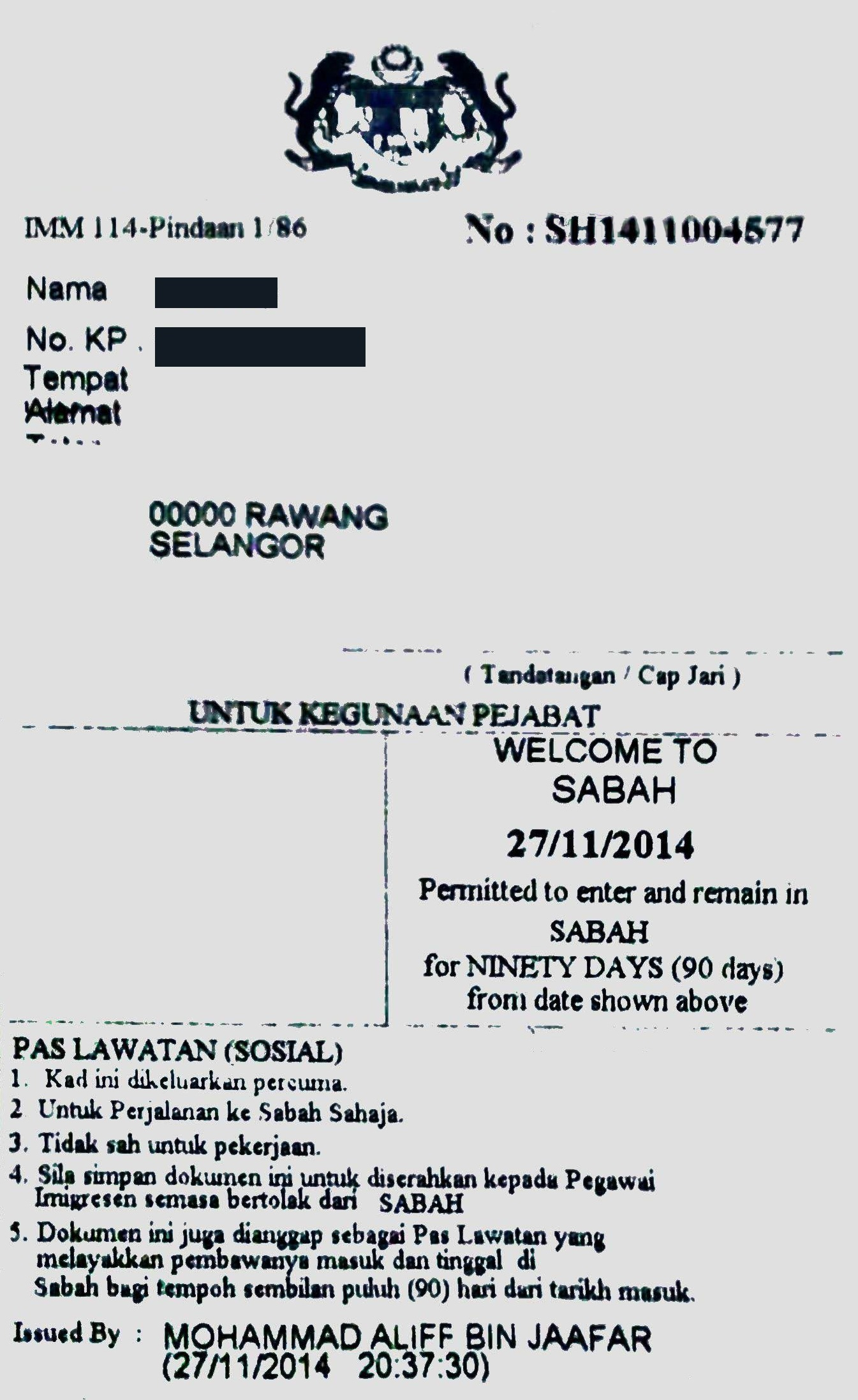
Documento en lugar de documento de viaje interno (IMM.114) otorgado a los ciudadanos de Malasia Occidental que ingresan al estado de Sabah utilizando una tarjeta de identidad de Malasia para visitas sociales y comerciales. El formulario debe devolverse al oficial de inmigración al salir de Sabah.

Este pasaporte está disponible para todo aquel ciudadano de Malasia peninsular que desee ingresar a los estados de Sabah y Sarawak, en el este de Malasia, debido a que todos los estados poseen cierta autonomía en asuntos de inmigración. Aquellos ciudadanos que viajen directamente desde Malasia peninsular pueden presentar una tarjeta de identidad de Malasia o en caso de menor de 12 años de edad, se presentará el  certificado de nacimiento, obtener un formulario de inmigración  especial (Documento en lugar de documento de viaje interno, IMM.114) en los mostradores de inmigración para eventos sociales o comerciales. visitas hasta 3 meses, y conservar el formulario hasta la salida. 
En julio de 2022, Malasia se convierte en el país 13 del ranking de pasaportes más poderosos del mundo, cayendo 1 puesto con respecto al año anterior.

### Pasaporte restringido

Pasaporte restringido

El pasaporte restringido ( pasport terhad ) se le otorga a ciudadanos malayos para que puedan viajar a un país específico únicamente. Tiene una tapa azul.
Este tipo pasaporte restringido solo se emite para viajes a Brunéi . Los ciudadanos de Malasia que residan en las áreas de Sarawak, Sabah y Labuan en el este de Malasia podrán ser elegibles para solicitar este tipo de pasaporte. El pasaporte es válido por cinco años y cuesta RM50.

### Pasaporte oficial
El pasaporte oficial ( pasport rasmi ) es solicitado tan solo por funcionarios del gobierno malayo. Es emitido por el Departamento de Inmigración de Malasia previa solicitud a través del Ministerio de Asuntos Exteriores ( Wisma Putra ).

### Pasaporte diplomático
Los funcionarios diplomáticos expiden el pasaporte diplomático ( pasport diplomatik )  

## Tipos de pasaporte descontinuado
Tiempo atrás, se podía emitir un pasaporte restringido para viajar a Singapur . Pero desde el 1 de enero de 2005, el Departamento de Inmigración dejó de llevar a cabo esta práctica, y los pasaportes existentes seguieron siendo válidos hasta el 31 de diciembre de 2006. Sin embargo, como Singapur requiere que los documentos de viaje sean válidos por un mínimo de seis meses, Singapur anunció que dejaría de aceptar pasaportes restringidos de Malasia a partir del 1 de julio de 2006. Eso llevó a que mienmbros de los ministerios de asuntos exteriores de ambos países se reuniesen para coordinar la política de pasaportes entre las dos naciones.
Singapur acuerda ampliar el plazo hasta el 1 de noviembre de 2006. Los ciudadanos de Malasia que viajan a Singapur ahora usan el pasaporte internacional regular.
El pasaporte Hajj de tapa verde ( pasport haji ) lo solicitaban antiguamente todos aquellos ciudadanos musulmanes de Malasia para  que puedan hacer su peregrinación Hajj a La Meca, Arabia Saudita . Las solicitudes se realizaban a través de Tabung Haji, la junta de fondos para peregrinos del Hajj de Malasia. Los pasaportes Hajj se suspendieron en 2009 y los peregrinos ahora usan el pasaporte internacional regular.
La Federación de Malasya de la era británica tenían pasaportes que se emitieron cuando Malasia era Malaya y estaba bajo el dominio de la Corona británica.

## Nota sobre el pasaporte
Los pasaportes poseen una nota de referencia, escrita en malayo e inglés, en donde se le comunica a las autoridades de todos los demás estados, identificando al portador como ciudadano de Malasia y solicitando que se le permita pasar, solicitando además, el ser tratado de acuerdo con a las normas internacionales.
La referencia, estipula lo siguiente:
| Bahawasanya atas nama Seri Paduka Baginda Yang di-Pertuan Agong Malasia, diminta semua yang berkaitan supaya membenarkan pembawa pasaporte ini melalui negara berkenaan dengan bebas tanpa halangan atau sekatan dan memberikan sebarang pertolongan dan perlindungan yang perlu kepadanya. |

en inglés, dice:
| This is to request and require in the name of His Majesty the Yang di-Pertuan Agong of Malaysia, all whom it may concern to allow the bearer of this passport to pass freely without let or hindrace, and to afford the bearer such assistance and protection as may be necessary |

## Idiomas
La información esta grabada tanto en malayo e inglés.

## Página de información de identidad
Los pasaportes malayos incluyen los siguientes datos:
- Tipo/Jenis ('P' de Pasaporte)
- Código de país/Kod Negara ('MYS' para Malasia)
- Número de pasaporte/Nombor Pasaporte
- Nombre del portador/Nama (ver abajo para detalles del esquema de nombres)
- Nacionalidad ('Malasia')
- Número de identidad (consulte más abajo para obtener más información) o Número de certificado de nacimiento (solo para menores de 12 años)
- Lugar de nacimiento ( Estado de nacimiento para ciudadanos nacidos en Malasia)
- Fecha de nacimiento (en formato DD-MMM-AAAA, como 24-JUN-1988)
- Sexo ('M' o 'F')
- Fecha de emisión (en formato DD-MMM-AAAA)
- Fecha de caducidad (en formato DD-MMM-AAAA, 5 años desde la fecha de emisión, o un máximo de 5 años 6 meses para renovaciones)
- Oficina emisora
- Altura/Tinggi (en centímetros)

### Número de pasaporte
El número de pasaporte es la serie que identifica a dicho pasaporte. Este número no es fijo y cambiará una vez el ciudadano solicite un nuevo pasaporte, con el número de pasaporte anterior anotado en un endoso en la última página del nuevo pasaporte.
Este número es alfanumérico; es decir, que con una letra seguida de un número de ocho dígitos, por ejemplo A00000000. El prefijo de la letra depende del estado de residencia del portador: "A" para Malasia peninsular y Labuan, "H" para Sabah y "K" para Sarawak . De 1964 a 1965, cuando Singapur era parte de Malasia, a los ciudadanos de Singapur se les emitieron pasaportes de Malasia con el prefijo "E".

### Esquema de denominación
como Malasia tiene una demografía étnica heterogénea, la cual incluye importantes minorías chinas e indias, como también malayos, el nombre del portador en cada pasaporte Malayo se regira de acuerdo a una determinada práctica de denominación para esa persona siguiendo unos patrones, tal como aparece en el documento de identidad de la persona ( MyKad ) o en el certificado de nacimiento ( con excepción de los nombres étnicos indios y tailandeses). Los campos de apellido y nombre de pila no se encuentran diferenciados en el pasaporte, causando dificultades o confusión en algunos países ya que la ubicación del apellido no es consistente.
- Nombres indios y tailandeses: en el documento nacional de identidad MyKad y en los certificados de nacimiento, los nombres indios y tailandeses suelen tener el formato "XA/LY" o "XA/PY", donde 'A/L' significa 'anak lelaki' (en malayo 'hijo de') y 'A/P' significa 'anak perempuan' (malayo para 'hija de'). En la página de detalles del pasaporte, se omite la designación "A/L" o "A/P". Sin embargo, el nombre completo del portador como en su MyKad se anota en la página de observación.
- Nombres chinos: se pueden enumerar de tres maneras según la preferencia del individuo: el apellido primero como es habitual (primero el apellido, luego los nombres chinos: "WONG Kim Siong"), el apellido entre los nombres (nombre derivado no chino, apellido, chino nombres de pila: "David WONG Kim Siong"), o en el estilo occidental del último apellido (David WONG)
- Nombres malayos: Generalmente en el formato "X BIN/BINTI Y", donde 'BIN' significa 'hijo de' y 'BINTI' significa 'hija de', similar al sistema de nombres árabe . Sin embargo, esta práctica no se limita a los malayos musulmanes y también se puede encontrar en los indígenas cristianos Sabahans y Melanaus de Sarawak .
- Nombres nativos de Sarawakian y Orang Asli : Generalmente en el formato "X ANAK Y" o "X AK Y" donde 'Anak' o 'AK' significa 'hijo de'. 'AK' abreviatura de 'ANAK'
- Nombres europeos/occidentales: los malasios euroasiáticos, o los descendientes de colonos británicos, portugueses u holandeses, tienen el apellido hereditario de la persona al final ("Robert SMITH").

### Número de identidad
El número de identificador, es el número de referencia asignado a cada malayo, es único, para toda la vida, e invariable, y es el mismo número en el MyKad del portador, la tarjeta de identidad nacional de Malasia. El número tiene el siguiente formato:
```
AAMMDD-BP-###G
```

- Los primeros seis dígitos (AAMMDD) son la fecha de nacimiento del titular, por lo que, por ejemplo, el 24 de junio de 1988 se representaría como 880624.
- Los siguientes dos dígitos (BP) son el código numérico que indica el estado o país de nacimiento.
- Los últimos cuatro dígitos son números de serie generados aleatoriamente, y el último dígito (representado arriba por 'G') es un indicador de género: un número impar para hombres y un número par para mujeres.

El pasaporte posee una sección de información, en donde el número de identidad está escrito se encuentra sin guiones, por ejemplo AAMMDD-BP-###G se escribe como AAMMDDBP###G.

## Requisitos de visa

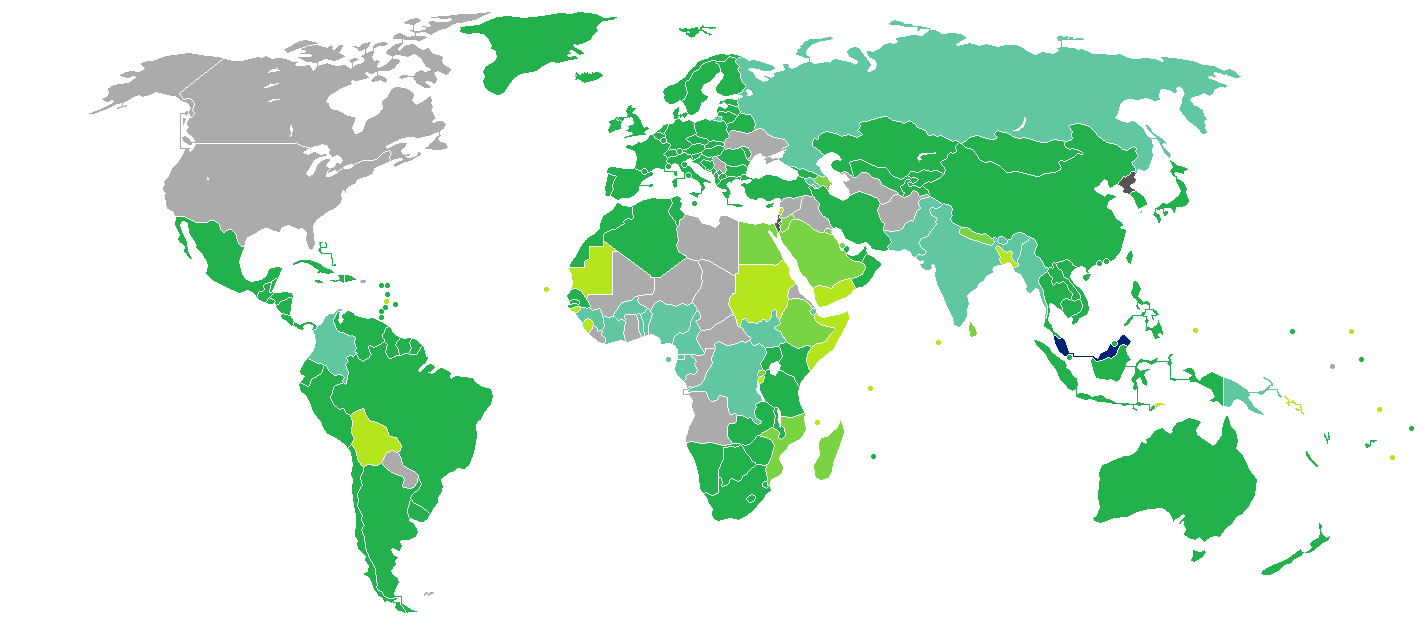
Países y territorios con entradas sin visa o visas a la llegada para titulares de pasaportes regulares de Malasia

Los requisitos de visa para los ciudadanos de Malasia son restricciones administrativas de entrada impuestas por las autoridades estatales de otros países hacia los ciudadanos de Malasia. El 13 de abril de 2021, los ciudadanos de Malasia tenían la posibilidad de viajar sin visa o con visa a la llegada a 179 países y territorios, ubicando al pasaporte malayo como el decimosegundo más poderoso del mundo (a la altura del pasaporte del Principado de Liechtenstein), el segundo mejor pasaporte en el Sudeste asiático después de la Singapur, y el cuarto mejor  en Asia, según el índice de pasaportes de Henley . Además, el índice de pasaportes de Arton Capital calificó al pasaporte de Malasia en el puesto 15 del mundo en términos de libertad de viaje, en donde el pasaporte malayo contaba con alrededor de 136 países y territorios sin visa debido a las restricciones de viaje por la pandemia de COVID-19, a partir de enero de 2022.

### Restricciones de viaje

#### Israel
Los titulares de pasaportes israelíes no pueden ingresar a Malasia sin el permiso por escrito del Ministerio del Interior de Malasia.
Esto se debe a que Malasia no reconoce ni tiene relaciones diplomáticas con el estado de Israel, los pasaportes de Malasia llevan la inscripción: "Este pasaporte es válido para todos los países excepto Israel" .
Oficialmente, el gobierno de Malasia permite que los cristianos visiten Israel con fines religiosos. Sin embargo, en el año 2009, el gobierno prohibió visitar Israel, supuestamente con motivo de los riesgos de seguridad acaecidos por el conflicto israelí-palestino .  Esta prohibición se levantó en 2011, aunque con restricciones como una cuota de 700 peregrinos por año con no más de 40 peregrinos por grupo de iglesia, y los peregrinos deben tener al menos 18 años y no visitar Israel más de una vez cada tres años con cada uno. permanecer un máximo de 10 días. El 20 de diciembre de 2013, el gobierno anunció una flexibización de la prohibición, levantando la mayoría de las restricciones y aumentó la duración máxima de la estadía a 21 días, sujeto a la situación de seguridad en Israel.
A su vez, las restricciones impuestas por el gobierno de Malasia no impiden que Israel emita una visa en una hoja de papel separada a los ciudadanos de Malasia para ingresar a Israel, y se sabe que los malasios han visitado Israel con o sin permiso del gobierno de Malasia.[cita requerida]

#### Corea del Norte
En septiembre de 2017, Malasia anunció la prohibición de viajar a Corea del Norte a todos los ciudadanos malayos, a raíz de las tensas relaciones entre Malasia y Corea del Norte tras el asesinato de Kim Jong-nam en el aeropuerto internacional de Kuala Lumpur .

#### Antiguas restricciones
Antiguamente, los pasaportes de Malasia no eran válidos para viajar a varios países comunistas y Sudáfrica debido a su sistema de apartheid . Tras la caída del comunismo en Europa del Este y la mejora de los lazos con los países comunistas restantes, así como el fin del apartheid en 1994, los países fueron eliminados de la lista.